# Wayne Duvall
Wayne Duvall (Silver Spring, 29 maggio 1958) è un attore statunitense.

## Biografia
Cugino dell'attore premio oscar Robert Duvall, lo si ricorda in Fratello, dove sei? nel ruolo di Homer Stokes e in quelli del Sgt. Phil Brander in The District. È anche sporadicamente opinionista nelle trasmissioni statunitensi

### Vita privata
È sposato dal 2002 con Denise Guillet.

## Filmografia parziale

### Cinema
- Un giorno di ordinaria follia (Falling Down), regia di Joel Schumacher (1993)
- Rivelazioni (Disclosure), regia di Barry Levinson (1994)
- Apollo 13, regia di Ron Howard (1995)
- The Fan - Il mito (The Fan), regia di Tony Scott (1996)
- Pioggia infernale (Hard Rain), regia di Mikael Salomon (1998)
- Me and Dad (A Little Inside), regia di Kara Harshbarger (1999)
- Un gran giorno per morire (A Better Way to Die), regia di Scott Wiper (2000)
- Fratello, dove sei? (O Brother, Where Art Thou?), regia di Joel Coen (2000)
- Evolution, regia di Ivan Reitman (2001)
- Nella valle di Elah (In the Valley of Elah), regia di Paul Haggis (2007)
- In amore niente regole (Leatherheads), regia di George Clooney (2008)
- Duplicity, regia di Tony Gilroy (2008)
- Pride and Glory - Il prezzo dell'onore (Pride and Glory), regia di Gavin O'Connor (2008)
- Fuori controllo (Edge of Darkness), regia di Martin Campbell (2010)
- Lincoln, regia di Steven Spielberg (2012)
- Prisoners, regia di Denis Villeneuve (2013)
- American Animals, regia di Bart Layton (2018)
- Le regine del crimine (The Kitchen), regia di Andrea Berloff (2019)
- Richard Jewell, regia di Clint Eastwood (2019)
- A Quiet Place II (A Quiet Place: Part II), regia di John Krasinski (2020)
- The Hunt, regia di Craig Zobel (2020)
- Il processo ai Chicago 7 (The Trial of the Chicago 7), regia di Aaron Sorkin (2020)

### Televisione
- X-Files (The X-Files) – serie TV, episodio 1x07 (1993)
- E.R. - Medici in prima linea (ER) – serie TV, episodio 1x23 (1995)
- Sabrina, vita da strega (Sabrina, the Teenage Witch) – serie TV, 1 episodio (1997)
- Boardwalk Empire - L'impero del crimine (Boardwalk Empire) - serie TV, 1 episodio (2011)
- BrainDead - Alieni a Washington (BrainDead) – serie TV, 4 episodi (2016)
- Evil – serie TV, episodio 2x06 (2021)
- Billions – serie TV, 6 episodi (2022)
- The Blacklist – serie TV, episodi 10x13-10x16 (2023)

### Videogiochi
- Max Payne 3 (2012)

## Doppiatori italiani
Nelle versioni in italiano delle opere in cui ha recitato, Wayne Duvall è stato doppiato da:
- Emidio La Vella in CSI: NY, The Good Wife, Sneaky Pete
- Claudio Fattoretto in Pioggia infernale, White Collar
- Angelo Nicotra in Fratello, dove sei?, Evolution
- Roberto Stocchi in Nella valle di Elah, In amore niente regole
- Bruno Alessandro in Lincoln, Breathless
- Stefano Alessandroni in Person of Interest, Il processo ai Chicago 7
- Fabrizio Temperini in X-Files
- Enzo Avolio in The District (st. 1-2)
- Giuliano Santi in The District (st. 3-4)
- Gianni Gaude in Per amore di Liza
- Renato Mori in CSI - Scena del crimine
- Claudio Parachinetto in Law & Order: Criminal Intent
- Luca Biagini in Hawaii Five-0
- Luciano De Ambrosis in Fuori controllo
- Renzo Stacchi in Prisoners
- Edoardo Siravo in BrainDead - Alieni a Washington
- Ambrogio Colombo in American Animals
- Gianni Giuliano in Le regine del crimine
- Oliviero Dinelli in A Quiet Place II
- Paolo Marchese in The Hunt
- Stefano De Sando in The Leftovers - Svaniti nel nulla
- Roberto Fidecaro in Wolves - Il campione
- Carlo Cosolo in Billions